# Mughalsarai Railway Settlement
Mughalsarai Railway Settlement is een nagar panchayat (plaats) in het district Chandauli van de Indiase staat Uttar Pradesh. De plaats maakt deel uit van Mughalsarai.

## Demografie
Volgens de Indiase volkstelling van 2001 wonen er 27.860 mensen in Mughalsarai Railway Settlement, waarvan 54% mannelijk en 46% vrouwelijk is. De plaats heeft een alfabetiseringsgraad van 80%. 